# Eurytemora lacustris
Eurytemora lacustris är en kräftdjursart som först beskrevs av Poppe 1887.  Eurytemora lacustris ingår i släktet Eurytemora och familjen Temoridae. Arten är reproducerande i Sverige. Inga underarter finns listade i Catalogue of Life.